# オークニー統監
オークニー統監（オークニーとうかん、英語: Lord Lieutenant of Orkney）は、イギリスの官職。
統監の1つで、オークニー諸島を担当する。
オークニー諸島とシェトランド諸島はオークニー・アンド・シェトランド統監が担当していたが、1947年地方政府（スコットランド）法第1条によりオークニーとシェトランドが分離して、それぞれカウンティを構成するようになり、1948年よりオークニー統監とシェトランド統監が任命されるようになった。

## 一覧
- 1948年4月8日 – 1958年9月26日：パトリック・ニール・サザーランド・グラーム[2]
- 1959年1月15日 – 1966年5月18日：ロバート・スカース[2]
- 1966年7月29日 – 1972年5月19日：ヘンリー・ウィリアム・スカース[2]
- 1972年8月2日 – 1990年：ロバート・アンドルー・アレグザンダー・スカース・マクレー[2]
- 1990年4月26日 – 1996年8月30日：マルコム・グレイ・デニソン[2]
- 1997年4月28日 – 2007年：ジョージ・ロバート・マーウィック[2][3]
- 2007年3月12日 – 2013年5月17日：アンソニー・ロバート・トリケット（英語版）[3][4]
- 2014年2月18日 – 2020年1月19日：ジェームズ・ウィリアム・スペンス[5]
- 2020年1月29日 – ：エリザベス・エレイン・グリーヴ[6]